# I'M FLASH!
『I'M FLASH!』（アイム・フラッシュ！）は、2012年9月1日に公開された日本映画。ファントム・フィルム配給。PG12作品。もともとは「I'M FLASH!」という楽曲（シーナ&ザ・ロケッツ鮎川誠の楽曲）からインスパイアされて10年がかりで製作したという監督の発言が知られている。

## ストーリー
新興宗教団体の教祖・吉野ルイは、ある夜バーで謎の美女・流美と出会う。そのままドライブに出た2人はバイクと衝突事故を起こし、相手は死亡、流美は昏睡状態となるが、ルイは奇跡的に軽傷で生き残る。教団の存続のために事故の揉み消しを行うルイの母と姉は、ルイを南海の孤島に避難させ、ボディガードとして3人の男（新野・神村・祝）を雇う。事故を通して死に直面したルイは教団を辞めることを母に告げるが、教団側はボディガードたちにルイの殺害を依頼する。

## 出演
- 吉野ルイ - 藤原竜也
- 新野風 - 松田龍平
- 川嶋流美 - 水原希子
- 神村賢 - 仲野茂
- 祝一雄 - 永山絢斗
- 吉村悟 - 板尾創路
- サクラ（ルイの姉） - 原田麻由
- 吉野カオル（ルイの兄） - 北村有起哉
- しげき - 柄本佑
- 見知らぬ男 - 中村達也
- 吉野ナミ（ルイの母） - 大楠道代
- 市鏡赫
- 笠松伴助
- 信者 - 渋川清彦

## スタッフ
- 監督・脚本：豊田利晃
- エグゼクティブプロデューサー：菅井敦、三宅容介、那須野哲弥
- プロデューサー：平部隆明、男全修二、石垣裕之、森重晃
- 撮影：重森豊太郎
- 照明：中須岳士
- 美術：原田満生
- 編集：村上雅樹
- 音楽監督：ZAK
- 音楽：中村達也、ヤマジカズヒデ、KenKen、スガダイロー、大野由美子
- 主題歌：「I'M FLASH」(シーナ&ザ・ロケッツのカバー作品。作詞：柴山俊之、作曲：鮎川誠)　I'M FLASH! BAND（チバユウスケ、中村達也、ヤマジカズヒデ、KenKen）
- 配給・宣伝：ファントム・フィルム
- 製作プロダクション：ホリプロ、ステューディオスリー
- 製作：「I'M FLASH!」製作委員会（ホリプロ、ポニーキャニオン、ファントム・フィルム、WOWOW、Yahoo! JAPAN、ポニーキャニオンエンタープライズ）[1]